# Minna Rytisalo
Minna Rytisalo (* 1974 in Sodankylä) ist eine finnische Lehrerin und Schriftstellerin.
Rytisalo stammt aus Lappland und arbeitet als Finnischlehrerin. Sie betreibt im Internet einen literarischen Blog. 2016 veröffentlichte sie ihren ersten Roman Lempi, der in Lappland angesiedelt ist. Er wurde als bester Roman 2016 mit dem Blogistania-Finlandia-Preis ausgezeichnet, außerdem erhielt Rytisalo 2017 den Botnia-Literaturpreis. 2018 erschien ihr zweiter Roman mit dem Titel Rouva C.

## Werke in deutscher Übersetzung
- Lempi, das heißt Liebe. Roman. Aus dem Finnischen und mit einem Nachwort von Elina Kritzokat. Carl Hanser Verlag, München 2018, ISBN 978-3-446-26004-7.